# Заборье (Демидовский район)
Забо́рье— деревня в Смоленской области России, в Демидовском районе. Расположена в северо-западной части области в 14 км к северо-востоку от Демидова, по обеим сторонам автодороги Демидов — Пржевальское.
Население — 438 жителей (2007 год). Административный центр Заборьевского сельского поселения.

## История
До 1929 года село в Поречском уезде. Известно как минимум с 1654 года (имение дворянского рода Рачинских, перешедших на службу Русскому государству). Под руководством Рачинских село в XIX веке стало одним из лучших сельских хозяйств в Смоленской губернии. В 1898 году в селе была мельница, винокуренный завод, сыроварня, водонапорная башня. Контора была соединена телефонной связью с Демидовым (тогда Поречье) и службами хозяйства.
Здесь родился Ковалёв, Александр Устинович — полный кавалер Ордена Славы.

## Достопримечательности
- Городище железного века южнее деревни.